# رفعت طوبجي أوغلي
رفعت طوبجي أوغلي (بالتركية: Refet Topçuoğlu)‏ (ولدَ في 1872، رازغراد - توفي في 25 ديسمبر 1933) هو سياسي عثماني، تولى منصب عضو البرلمان التركي.

## مناصبه
تولى المناصب التالية:
- عضو في البرلمان التركي (11 أغسطس 1923–2 أغسطس 1927)
- عضو في البرلمان التركي (2 أغسطس 1927–26 مارس 1931)
- عضو في البرلمان التركي (4 مايو 1931–23 ديسمبر 1934)